# 4118-as mellékút (Magyarország)
A 4118-as számú mellékút egy közel 20 kilométeres hosszúságú, négy számjegyű mellékút Szabolcs-Szatmár-Bereg vármegye keleti részén: Nagydobostól húzódik Fehérgyarmat belterületének északi részéig. Jelenlegi (2022-es) állapotában gépjárművel nem lehet végig bejárni, mert egy szakaszán korábban kompjárattal keresztezte a Szamost, s a komp útja is beleszámított az útvonalába, ám az itteni kompjárat már rég megszűnt.

## Nyomvonala
Nagydobos belterületének északi részén ágazik ki a 4117-es útból, annak a 8+300-as kilométerszelvénye előtt, keleti irányban, József Attila utca néven. Mintegy 300 méter megtétele után kiágazik belőle északnak a 41 323-as számú mellékút, a Mátészalka–Záhony-vasútvonal Nagydobos megállóhelye irányába, majd keresztezi is az út a vasutat. Mintegy 800 méter után éri el az út a belterület keleti szélét, 1,2 kilométer után pedig átlép Szamosszeg határai közé.
Szamosszeg külterületei között több irányváltása is van, de a község lakott területét már újból nagyjából keleti irányban húzódva éri el, Nagydobosi utca néven. A központban egy rövidebb szakaszon Bocskai tér, majd Rákóczi Ferenc utca a neve, a déli településrészben pedig délnek fordulva a Bercsényi Miklós utca nevet veszi fel. Legutolsó itteni szakasza a Szatmári utca nevet viseli, így ér el ahhoz a keresztezéshez, ahol dél felől beletorkollik a 4120-as út, s ugyanott nem sokkal később – a 7+150-es kilométerszelvénye táján – kilép a belterületről.
Hajdan komppal keresztezte a Szamost és a komp útvonala is beleszámított az út kilométer-számításába; ezen a helyen, úgy tűnik, már régóta nincs átkelése a folyón. 7,9 kilométer után Panyola házai között folytatódik, északkelet felé, majd mintegy 300 méter után délkeletnek fordul, s ugyanott beletorkollik a 4119-es út északnyugati irányból. Mezővég utca néven húzódik a belterület délkeleti széléig, és ahol azt eléri, mintegy 9,2 kilométer után, ott szinte egyből  átlép Kérsemjén határai közé.
Kérsemjént 10,7 kilométer után éri el, Alkotmány utca néven, és a 12. kilométere után el is hagyja e település belterületét. A 12+750-es kilométerszelvényénél Nábrád területére ér, a belterületet elérve előbb Rákóczi Ferenc utca, majd Árpád utca lesz a neve, Nábrád keleti falurészében pedig már Dózsa György utca a neve, így lép ki a belterületről 16,2 kilométer után. Majdnem pontosan 16,9 kilométer után szeli át Fehérgyarmat határát, a város belterületét pedig kicsivel a 19. kilométere előtt éri el, a József Attila utca nevet felvéve. Így is ér véget, a város belterületének északi részén, beletorkollva a 4127-es útba, annak kevéssel a 23. kilométere után.
Teljes hossza, az országos közutak térképes nyilvántartását szolgáló kira.kozut.hu adatbázisa szerint 19,692 kilométer.

## Települések az út mentén
- Nagydobos
- Szamosszeg
- Panyola
- Kérsemjén
- Nábrád
- Fehérgyarmat